# Linda Vista, Santiago Jocotepec
Linda Vista är en ort i Mexiko.   Den ligger i kommunen Santiago Jocotepec och delstaten Oaxaca, i den sydöstra delen av landet, 400 km sydost om huvudstaden Mexico City. Linda Vista ligger 264 meter över havet och antalet invånare är 181.
Terrängen runt Linda Vista är kuperad. Runt Linda Vista är det ganska glesbefolkat, med 23 invånare per kvadratkilometer. Närmaste större samhälle är San Antonio las Palmas, 9,1 km nordväst om Linda Vista. I omgivningarna runt Linda Vista växer i huvudsak städsegrön lövskog.